# Madracis auretenra
Madracis auretenra là một loài san hô trong họ Astrocoeniidae. Loài này được Locke Weil & Coates mô tả khoa học năm 2007.